# August Rhomberg
August Rhomberg (3. dubna 1838 Dornbirn – 14. března 1912 Dornbirn) byl rakouský podnikatel a politik německé národnosti, v 2. polovině 19. století poslanec Říšské rady.

## Biografie
Pocházel z rodiny kupce. Od roku 1864 byla jeho manželkou Maria Klara Emma Rhomberg. Měli osm dětí. Vzdělání získal v St. Gallenu a Basileji. Od roku 1858 až do roku 1905 působil jako účetní a prokurista ve firmě Herrburger & Rhomberg.
Byl aktivní veřejně i politicky. Založil orchestr přátel hudby a byl v letech 1859–1872 i jeho dirigentem. V letech 1873–1882 byl členem obecního zastupitelstva v Dornbirnu. Od roku 1900 do roku 1912 byl dozorcem místních škol.
Od roku 1870 do roku 1871 působil jako poslanec Vorarlberského zemského sněmu za kurii měst, obvod Dornbirn. Byl také poslancem Říšské rady (celostátního parlamentu Předlitavska, tehdy ještě nepřímo voleného), kam ho delegoval Vorarlberský zemský sněm v roce 1870. V roce 1870 se uvádí jako August Rhomberg, majitel továrny, bytem Dornbirn. Byl konzervativně orientován.